# Корнійчук Валерій Семенович
Валерій Семенович Корнійчук (народився 24 квітня 1953) — український літературознавець, доктор філологічних наук. Професор кафедри української літератури Львівського національного університету імені Івана Франка.
Учень професорів Леоніли Міщенко та Івана Денисюка, франкознавець.
Після закінчення університету 10 років працював викладачем російської мови на підготовчому факультеті для іноземних громадян. Кілька років жив у Гвінеї.
Вважає доцільною відмову від кириличної та перехід на латинську графічну систему для української мови.

## Джерело
- Електронічна книжниця

| українська персоналія | Це незавершена стаття про особу, що має стосунок до України. Ви можете допомогти проєкту, виправивши або дописавши її. |